# バーミンガム大学
バーミンガム大学（英語: University of Birmingham）は、イギリス・バーミンガムの大学。ラッセル・グループ加盟校。

## 沿革
- 1825年 バーミンガム医学校[3]（Birmingham School of Medicine and Surgery）設立された。エリザベス女王の援助を受け、クイーンズ・カレッジ（Queen's College）として知られる。
- 1875年 メイソン・サイエンス・カレッジ（Mason Science College）から
- 1900年 勅許を受け、現在のバーミンガム大学（University of Birmingham）となった。

## 組織

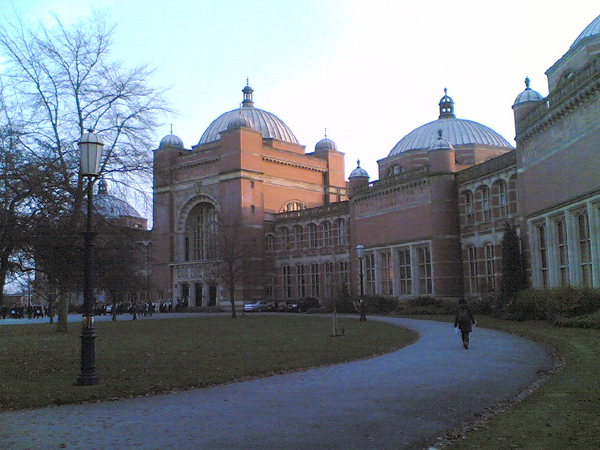
キャンパスの一部

以下の五つのカレッジと、カレッジを構成する多くのスクールから成る。
- Arts and Law（英語・演劇・創作研究、歴史・文化、言語・文化・美術史・音楽、バーミンガム・ロー・スクール、哲学・神学・宗教学）
- Engineering and Physical Sciences（化学、化学工学、情報学、工学（土木、機械、電気電子システム工学）、数学、冶金・材料、物理学・天文学）
- Life and Environmental Sciences（バイオサイエンス、地理・地球・環境科学、心理学、スポーツ・運動科学）
- Medical and Dental Sciences（癌・ゲノム科学研究所、臨床科学研究所、炎症・老化研究所、応用健康研究所、循環器科学研究所、免疫学・免疫療法研究所、代謝・システム研究所、微生物学・感染症研究所）
- Social Sciences（バーミンガム・ビジネス・スクール、教育、行政・社会、社会政策）

## キャンパス

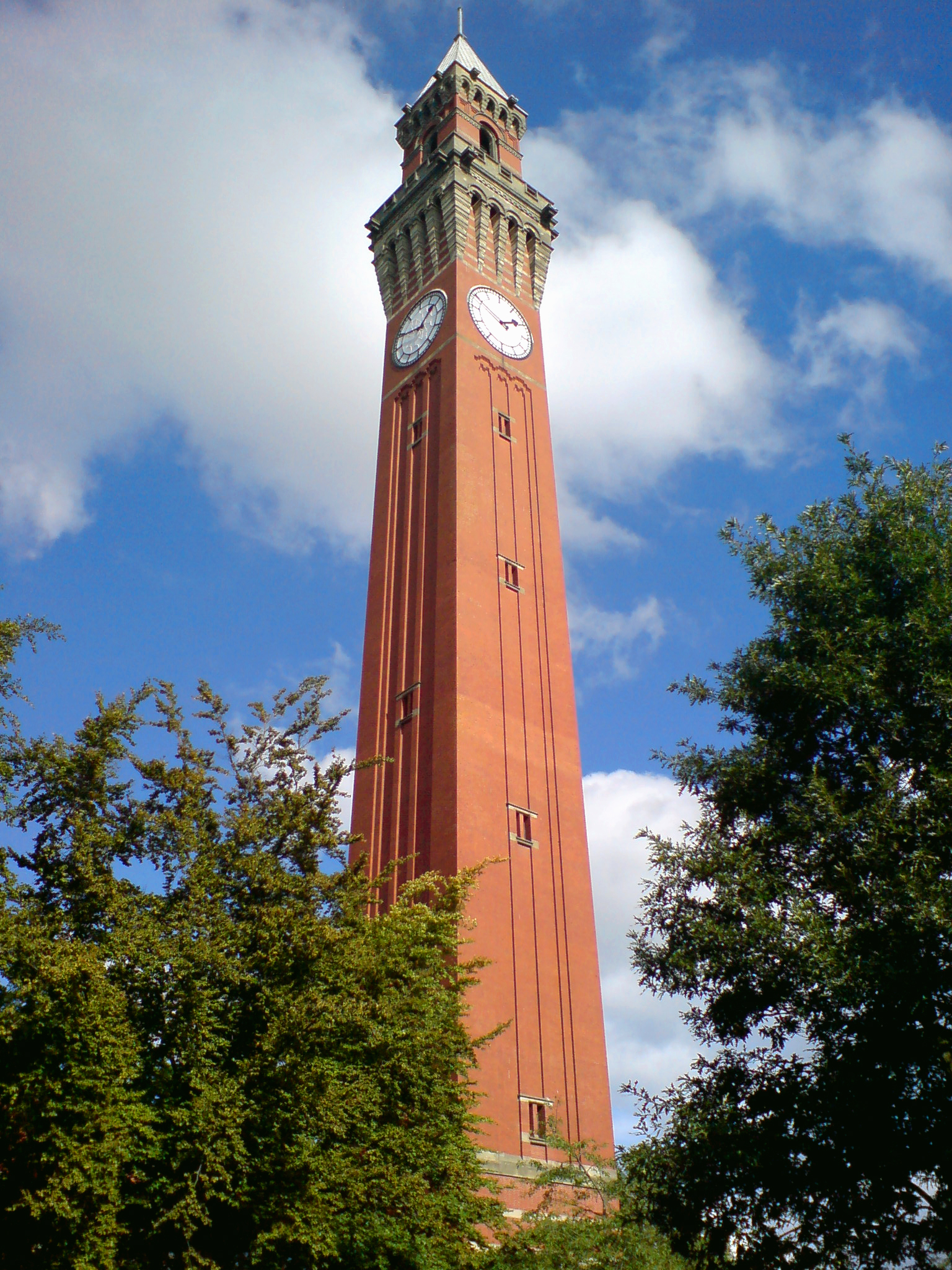
オールド・ジョー

メインキャンパスは、バーミンガム市中心から約3マイル南西に離れたエジバストンに位置する。
「オールド・ジョー」の愛称で知られるチェンバレン記念時計塔は世界最大の時計塔であり、バーミンガム市長や国会議員を経験したジョゼフ・チェンバレンがバーミンガム大学の創設者とされることに由来する。
バーミンガム大学はこの「オールド・ジョー」を中心に整備された美しいキャンパスを有する。
メインキャンパス以外にも、バーミンガム郊外にセリーオークキャンパス、アイアンブリッジ峡谷博物館トラストと提携して設立されたアイアンブリッジ研究所、ストラットフォード・アポン・エイボンにシェイクスピア研究所等がある。

## バーミンガム・ビジネス・スクール

### イングランド最古のビジネススクール
1902年に開校し、歴史学派経済学者ウィリアム・アシュリーを擁したビジネススクールは、イングランドで最も古い高等商業教育の歴史を持つ。同校のMBAは英エコノミスト誌（2005年）で英国第1位にランクされた名門である。
2015年のCEO Magazine’s MBA Rankingsでは、世界第7位、欧州で第3位にランクイン。

### プログラムの特色
同校MBAの特徴は、入学時より専門分野にコース分けされるプロフェッショナル性の追求である。同プログラムを受験する際に、経営学修士・国際経営学コース（International Business／Strategy and Procurement Management）、経営学修士・国際金融学コース（Global Banking and Finance）のいずれかを選択する。これにより、プログラム入学直後より、院生は各専門分野に特化した研究を進めることができる。
各コースで合否選考基準も異なるため、国際経営学コースに在籍する院生はプロジェクト経験等が重視され、出身業界は多岐にわたる傾向が強い。一方、国際金融学コース（Global Banking and Finance）は、各国の金融当局、中央銀行、金融機関でのファンドマネージャー、投資アナリスト、財務等の金融キャリアに偏る傾向がある。

### 経済学・国際金融学
金融界での同校の評価は高い。英国証券業協会（CISI: The Chartered Institute for Securities & Investment）は、CISI Centre of Excellenceとして認定。欧州版証券アナリスト協会であるCIIA（Certified International Investment Analyst，国際公認投資アナリスト®）の国際試験委員長には、同校のマイケル・シオボールド教授（Finance and Investment）が就任している。過去には、2003年から2013年にかけてイングランド銀行総裁を務めたマーヴィン・キング等が教授職に就いて教鞭をふるっていた。

## 評価
イングランド第2の都市に位置する伝統ある名門校であり、11名のノーベル受賞者を輩出している。世界大学ランキングではQS World University Rankings 2020 で世界第81位。研究型大学群であるラッセル・グループに加盟している。
Research Excellence Framework 2014では同大学で行われている研究の87％が世界的な影響を与えるとされ、ヒッグス粒子や重力波、DNA構造等の偉大な発見に貢献している。英国初の市民大学であり国内最大級のキャンパスを有する。
19000人を超える学部生および9000人を超える大学院生が在籍している。イングランド最古のビジネススクールだけでなく、米国研究、社会政策、ソーシャルワークなどの社会科学から教育学、天文学などの自然科学まで幅広い分野で世界の研究をリードしている。学生の就職率が高く、High Fliers Research 2021では英国内第1位とされた。

### 分野別ランキング（The Complete University Guide 2021）
全英5位以内のコースは次のとおり。
- 米国研究　American Studies (2位)
- 社会政策　Social Policy（3位）
- ソーシャルワーク　Social Work（4位）
- 物理学・天文学　Physics and Astronomy（5位）
- 考古学　Archaeology（5位）
- 理学療法　Physiotherapy（5位）
- 観光　Hospitality, Leisure, Recreation and Tourism（5位）

## 主な卒業生

### 政治
- ネヴィル・チェンバレン - イギリス首相、保守党の政治家
- スタンリー・ボールドウィン - イギリス首相、保守党の政治家
- ペリー・クリスティー - バハマ首相
- ケニー・アンソニー - セントルシア首相
- 吉田晴美 - 衆議院議員、立憲民主党の政治家
- 笠井達彦 - 外交官、駐カザフスタン特命全権大使

### 研究
- フランシス・アストン - ノーベル化学賞
- モーリス・ウィルキンス - ノーベル医学・生理学賞
- デズモンド・モリス - 動物学者
- ジョン・ベーン - 薬理学者、ノーベル医学・生理学賞
- ポール・ナース - ノーベル医学・生理学賞
- ピーター・ブロック - 土壌学者、気候変動に関する政府間パネルのノーベル平和賞受賞に貢献
- 小関隆 - 歴史学者、京都大学教授
- 清水知子 - 比較文学者、東京藝術大学准教授
- 田崎慎治 - 商学者、神戸大学名誉教授、神戸商業大学（現神戸大学）初代学長
- 英知明 - 英文学者、慶應義塾大学教授
- 細谷雄一 - 国際政治学者、慶應義塾大学教授

### 芸術
- ジェームズ・クラベル - 作家
- デイヴィッド・ロッジ - 作家
- マデリーン・キャロル - 女優
- ティム・カリー - 俳優
- サイモン・ル・ボン - デュラン・デュランのボーカル
- エリオット・コーワン - 俳優
- ビル・シャープ - フュージョングループ・シャカタクのキーボーディスト／ピアニスト

## 対外関係

### 協定校
バーミンガム大学公式ホームページより引用
- 早稲田大学
- 一橋大学
- 慶応義塾大学
- 上智大学
- 明治大学
- 神戸大学
- 九州大学
- 関西大学
- 関西学院大学